# Renault Juvaquatre
Pour les articles homonymes, voir Renault (homonymie).
La Renault Juvaquatre est un véhicule du constructeur automobile français Renault, commercialisée entre 1937 et 1960.

## Histoire
Louis Renault avait une vision plutôt élitiste de l'automobile au milieu des années 1930, alors qu'une véritable démocratisation tendait de plus en plus à s'affirmer. C'est à contrecœur qu'il va se résoudre à accepter de lancer le projet d'une petite familiale 6CV à bas prix dont ses collaborateurs lui promettaient un grand avenir dans cette période en pleine mutation.
La situation politique et sociale du milieu des années 1930 en Europe était pour le moins tendue : les pays du Vieux Continent regardaient avec une certaine inquiétude la volonté de certains dirigeants d'élargir leur « espace vital », comme le prônait Adolf Hitler avec son livre Mein Kampf. Louis Renault pensait qu'une politique adaptée pouvait permettre de maintenir des rapports détendus avec l'Allemagne nazie. Il était présent à tous les salons automobiles allemands, où il exposait les modèles de sa marque commercialisés outre-Rhin. Le patron du constructeur de Billancourt fit des visites remarquées au Salon de l'automobile de Berlin des années 1935, 1938 et 1939. C'est lors du salon de 1935 qu'il remarqua sur le stand Opel une voiture qui va fortement l'impressionner, l'Opel Olympia, au point de noter dans les moindres détails ses qualités esthétiques, novatrices pour l'époque, et surtout pour lui, qui avait toujours été très conservateur de ce point de vue. Il se montra entre autres admiratif de la manière dont les phares étaient intégrés à la face avant. Renault, qui avait jusqu'à présent essentiellement composé sa gamme autour de modèles de classe moyenne, de haut de gamme et de luxe, avec la Juvaquatre, allait lancer son premier modèle bas de gamme.

## Détails et évolutions
Concurrente des Amilcar Compound, Peugeot 202 et Simca 8 (Fiat Balilla construites en France), elle est la première Renault à carrosserie monocoque et à roues avant indépendantes : la suspension avant est à ressort à lames transversales avec amortisseurs hydrauliques à levier formant deux triangles supérieurs. Elle est la seule voiture conçue du temps de Louis Renault dont la production sera poursuivie par la Régie Nationale des Usines Renault après la Seconde Guerre mondiale.

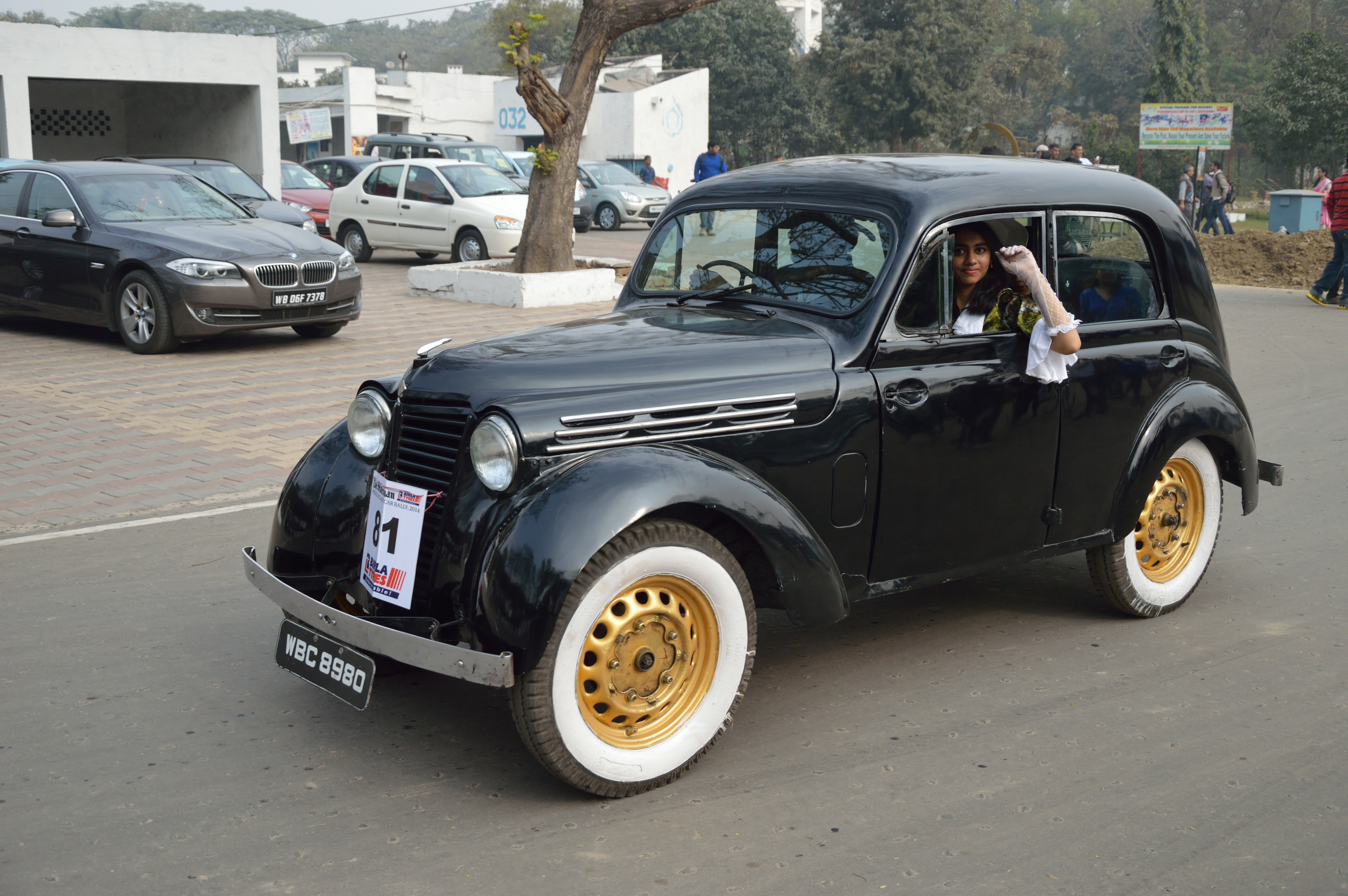
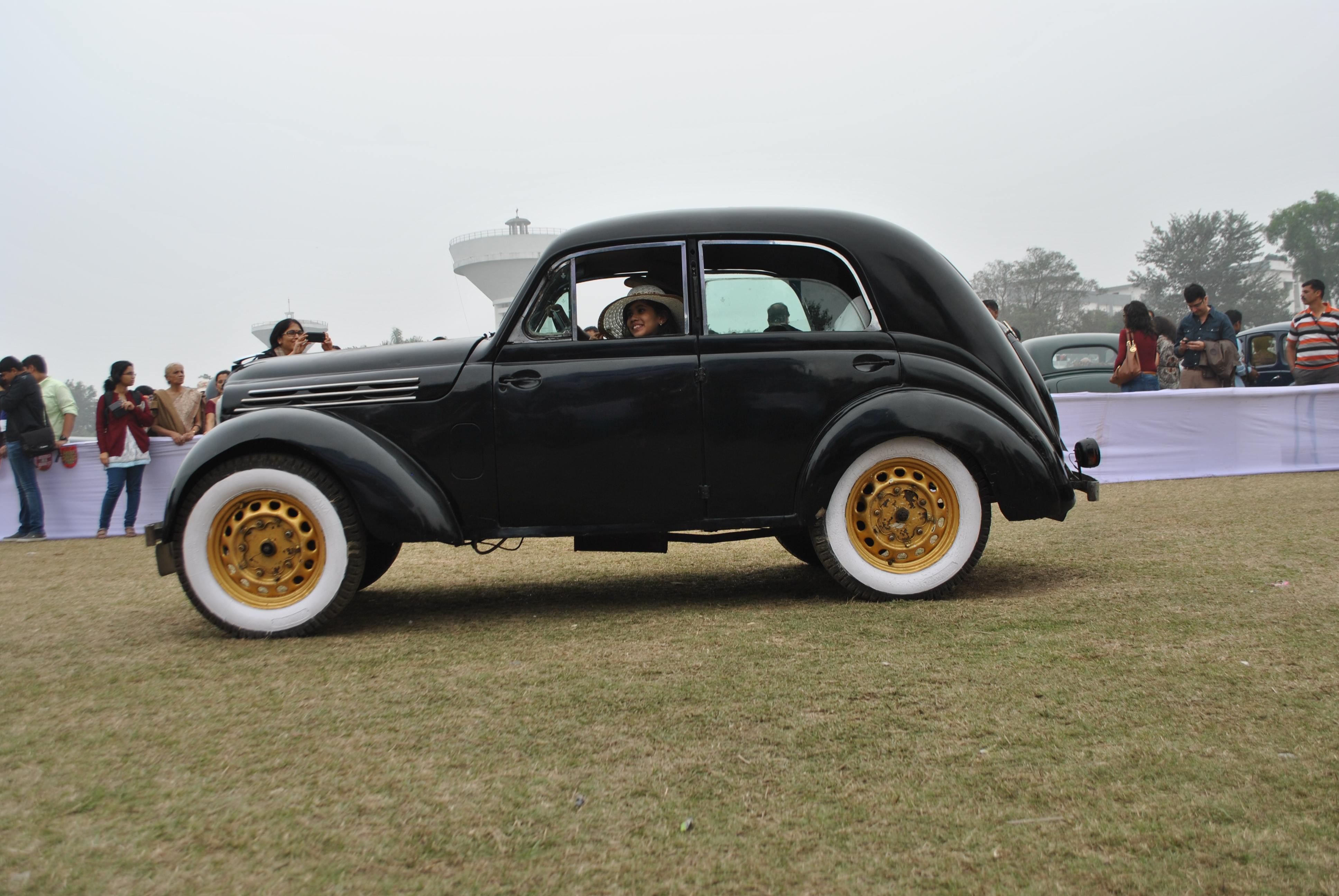
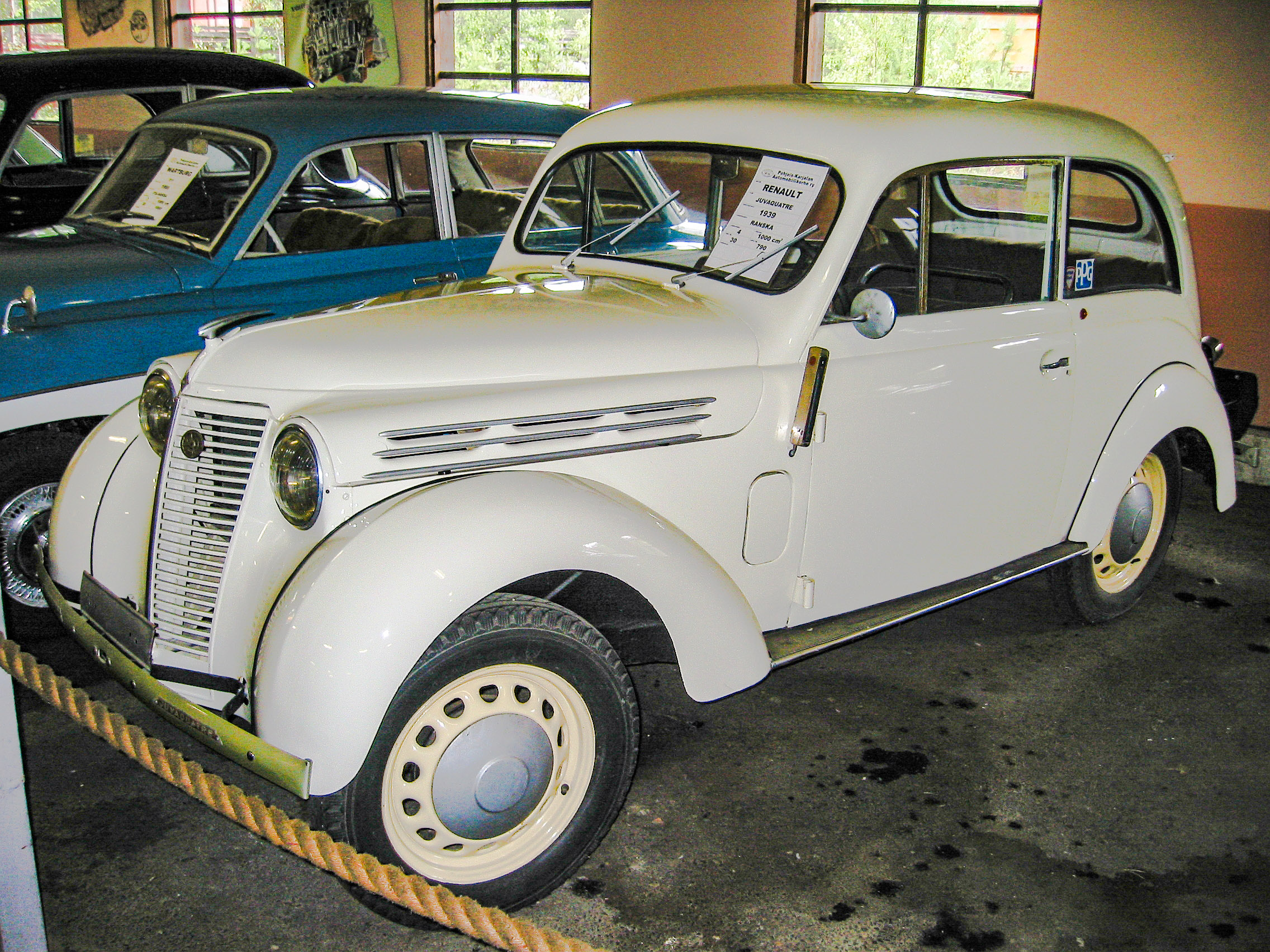

Présentée au salon de l'automobile de Paris d'octobre 1937, la Juvaquatre, dont la carrosserie est très largement inspirée de l'Opel Olympia allemande, est commercialisée à partir de 1938 sous la forme d'un coach deux portes. Mais les débuts sont très difficiles, la clientèle lui reprochant son manque de caractère, sa tenue de route très imprécise et ses deux portes, incompatibles avec sa vocation familiale. La voiture se vend mal, tandis que les Peugeot 202 et Fiat-Simca 8 s'écoulent bien, à un prix supérieur.
Une version utilitaire est rapidement étudiée et sortie pour satisfaire la demande fin 1938. La face avant de la voiture reste identique, et le sera d'ailleurs sur tous les modèles du début à la fin de la production en 1960.
La Juvaquatre devient disponible, dès 1939, en berline quatre portes avec les ouvertures articulées sur le montant central, dites « portes suicide », et avec un coffre arrière non ouvrant, accessible seulement depuis l'habitacle. Quelques modèles « de luxe » sortiront, dans des versions coupé et découvrable. Les ventes de la petite Renault semblent démarrer enfin quand la déclaration de guerre de septembre 1939 stoppe net la production, l'usine devant se reconvertir pour produire du matériel militaire à destination de l'effort de guerre de l'armée française.
Durant l'Occupation, quelques modèles fonctionnant au gazogène furent produits, ainsi qu'un prototype électrique (BFKE). À partir de 1940, les freins à câbles deviennent hydrauliques sur tous les types ; la Juvaquatre est proposée en quatre portes, avec enfin un coffre accessible de l'extérieur. Après la Libération, elle reste la seule berline au catalogue de la jeune Régie Renault, jusqu'à l'arrivée de la 4CV, qui entraîne la fin de la Juvaquatre berline.
Cependant, l'architecture à moteur arrière des nouvelles Renault 4CV, puis Dauphine rend leurs transformations en utilitaire très difficile. C'est ce qui explique la longévité de la Juvaquatre, qui continuera sa carrière en version utilitaire. Elle connaît au cours de cette période des améliorations régulières, comme la pose du moteur de la 4CV en 1953, puis de celui de la Dauphine trois ans plus tard, donnant naissance à la « Dauphinoise » (voir ci-dessous). Dans sa version break, ce modèle connaîtra un certain succès populaire grâce à un tarif attractif et à ses qualités pratiques. Sa fabrication s'achèvera enfin le 1er mars 1960 dans l'usine Renault de Flins, dont elle avait marqué les débuts en 1952. Sa remplaçante sera la Renault 4.

## Caractéristiques

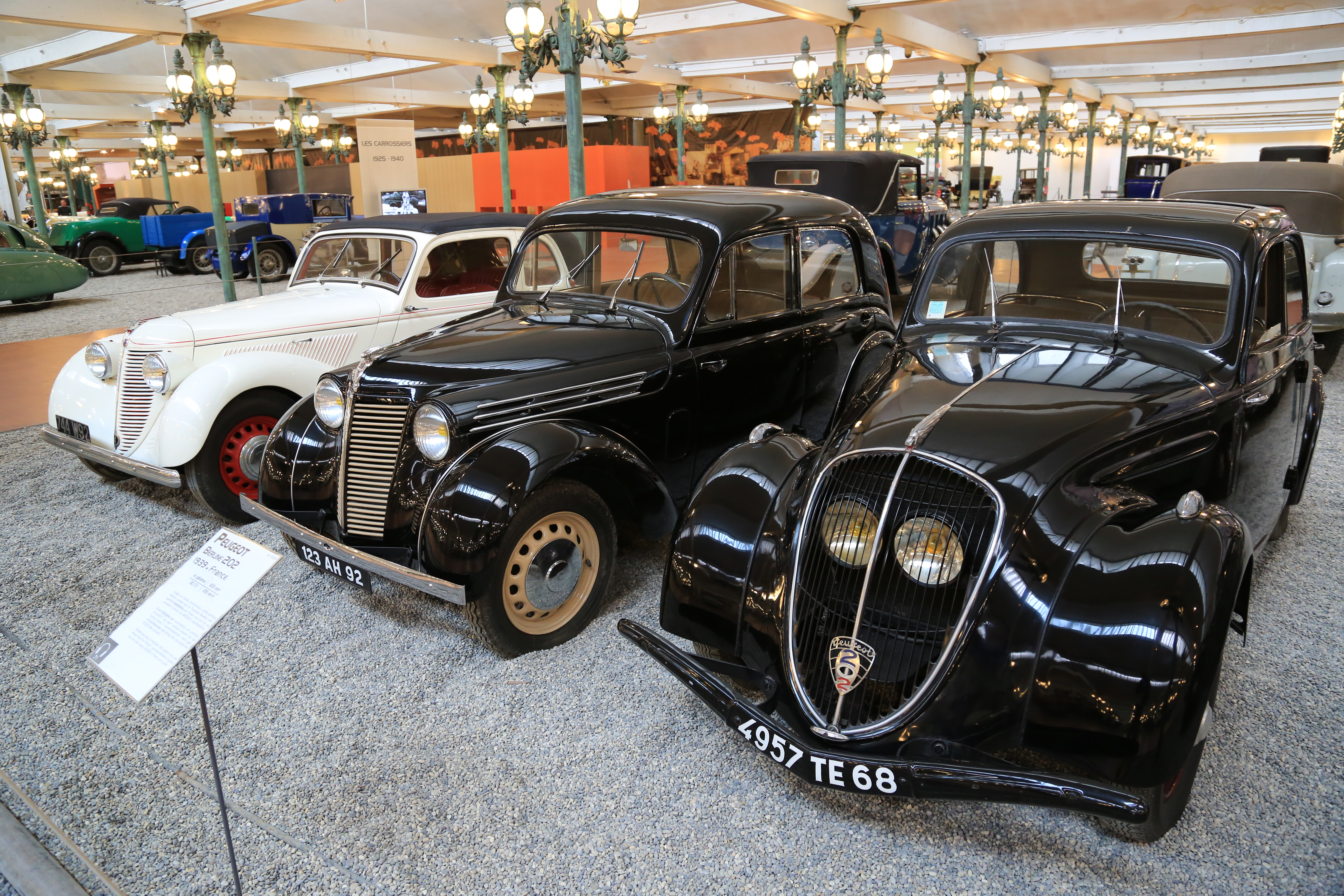
Entre Amilcar Compound et Peugeot 202, Cité de l'automobile de Mulhouse en Alsace.

- Boîte de vitesses 3 rapports (1ère non synchronisée) et une marche arrière
- Consommation : environ 7 à 8 litres aux 100 km
- Vitesse maximale: environ 95 km/h[4]
- Puissance : de 21 à 26 ch SAE[5]
- Freins : à câbles, puis hydrauliques à partir de 1940
- Caisse dite « autoporteuse ». En réalité, c'est un châssis à longerons avec une plateforme incorporée sur laquelle la caisse est soudée.

La vitesse de croisière de la Juvaquatre est limitée à 70 km/h sur le plat, lorsqu'elle n'est pas chargée. À une vitesse supérieure, le bruit devient vite assourdissant et le conducteur a le sentiment de faire souffrir la mécanique. Dès que la moindre côte se présente, le moteur s’essouffle très rapidement, par une puissance insuffisante, au point de devoir parfois rétrograder jusqu'au premier rapport qui n'est pas synchronisé - d'où double pédalage - pour être certain d'atteindre le sommet. La suspension est très sautillante et la tenue de route assez aléatoire et incertaine, avec une direction floue et un freinage médiocre. 
Mais la Juvaquatre est une voiture pas chère, économique et robuste, capable, éventuellement au prix de quelques aménagements occasionnels, de rendre de nombreux services pendant longtemps.

## Types
- berline : AEB3, BFK2, BFK3, BFK4, de 1939 à 1948 et en 1951
- coach : AEB1, AEB2, BFK1
- coupé : AEB2, BFK1, BFK2, BFK3, BFK4
- break : AHG2, R1080, R2100, R2101
- camionnette : 250 kg  AGZ1, AHG1
- fourgonnette : 300 kg AHG2, R2100, R2101
- Dauphinoise : R2101, modèle rajeuni sorti en 1956 avec le moteur de la Dauphine 5 CV
- Service : version fourgonnette dépouillée lancée en 1952, débarrassée de tout équipement superflu : siège passager, chromes, enjoliveurs…

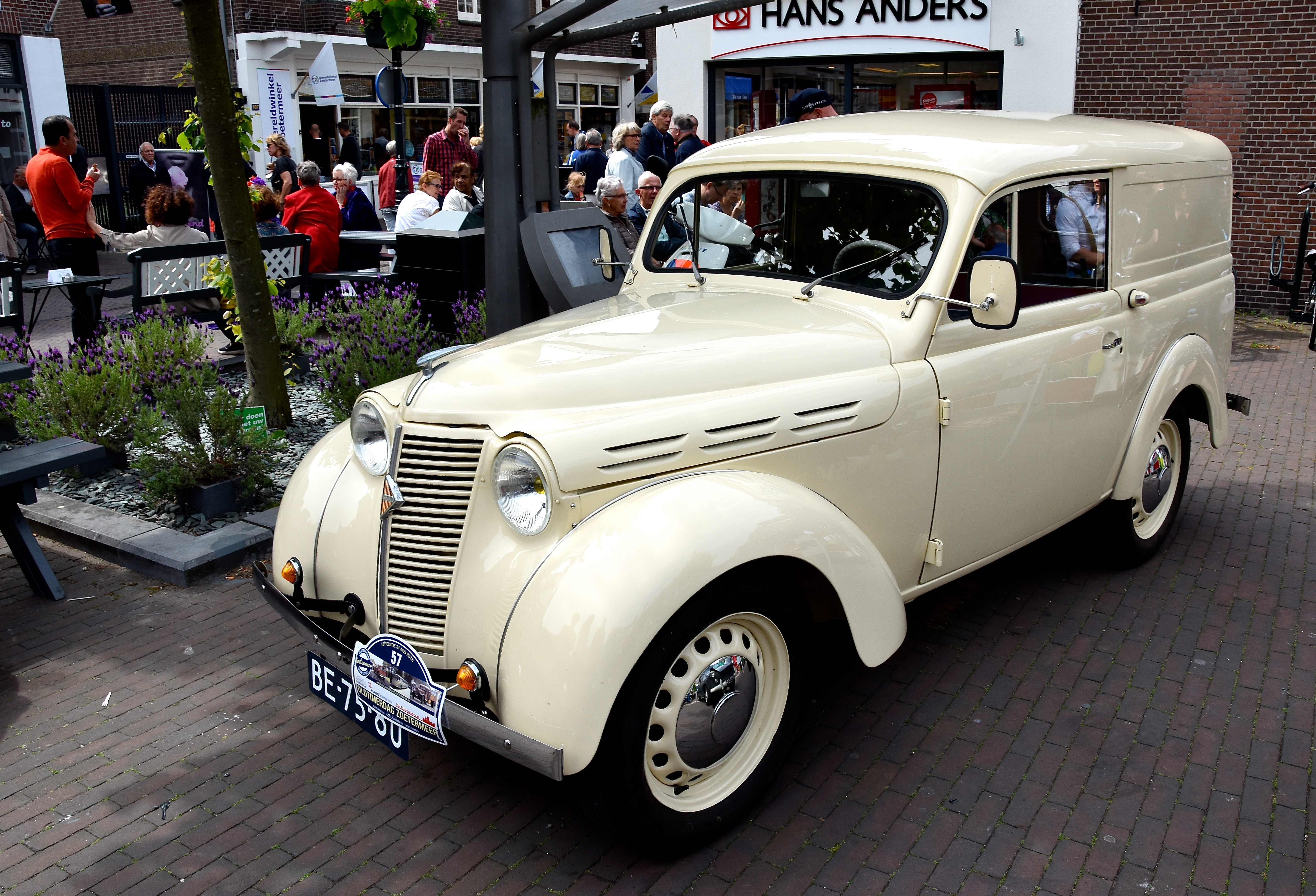
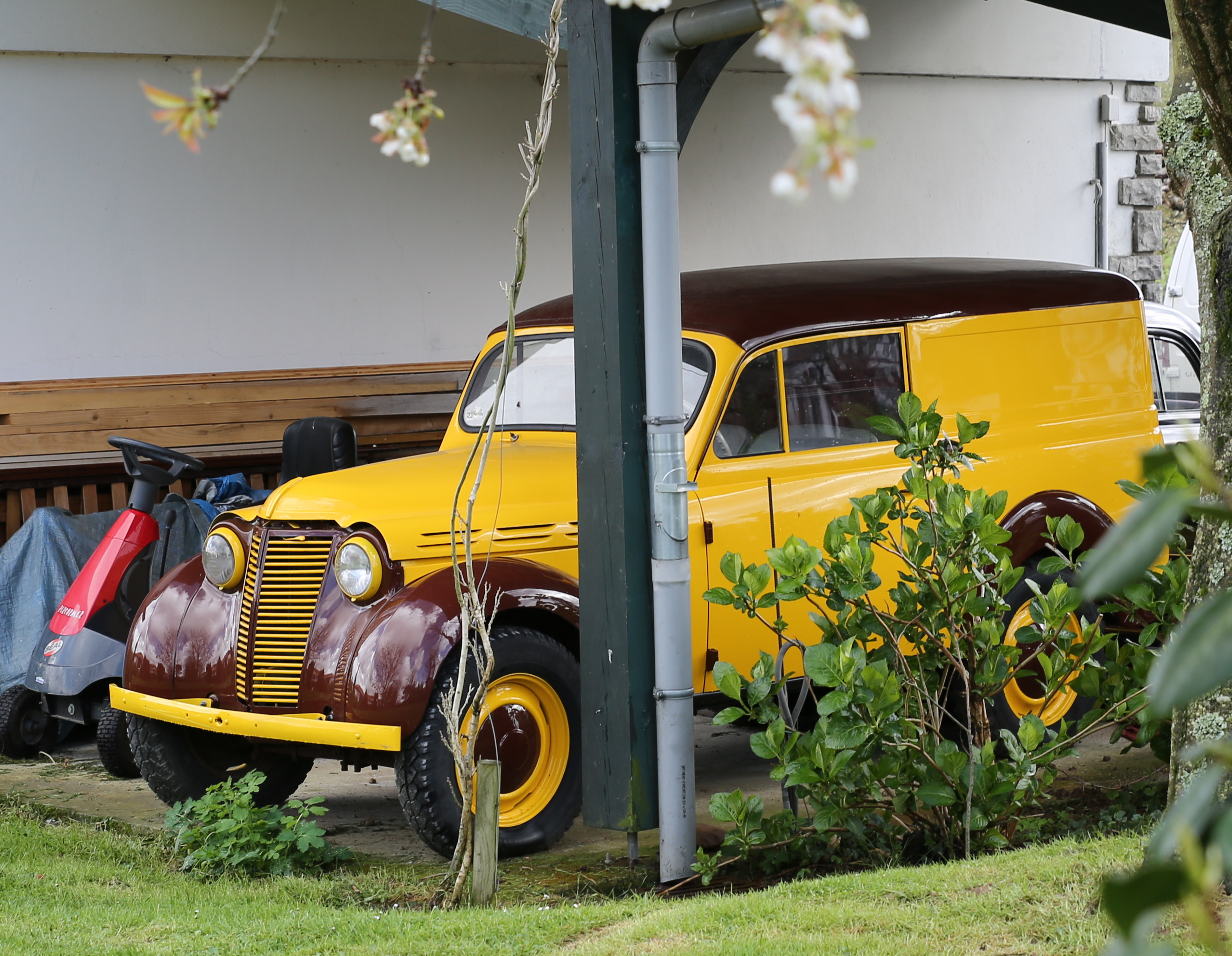
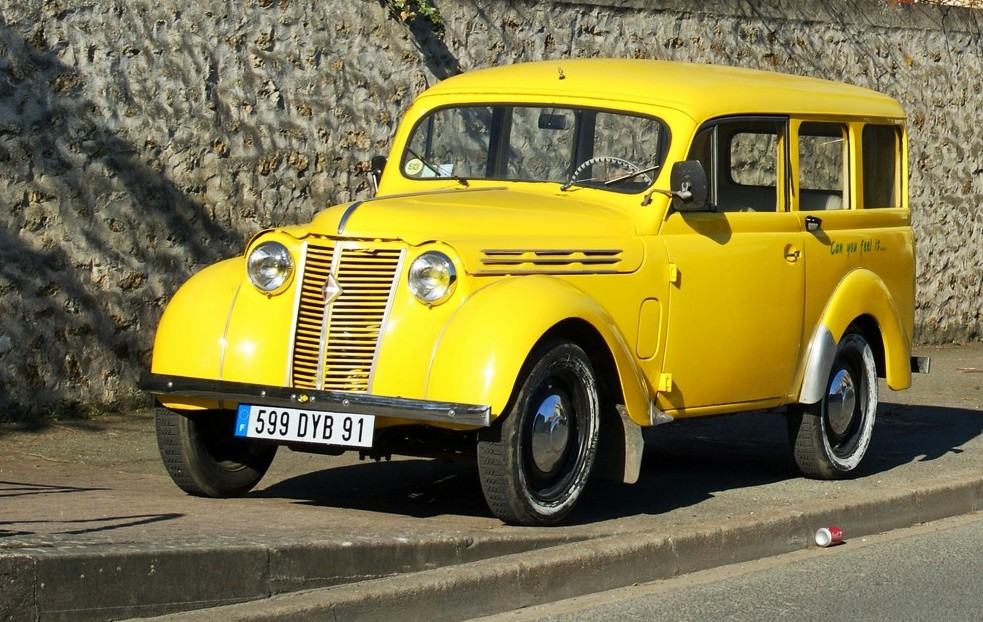
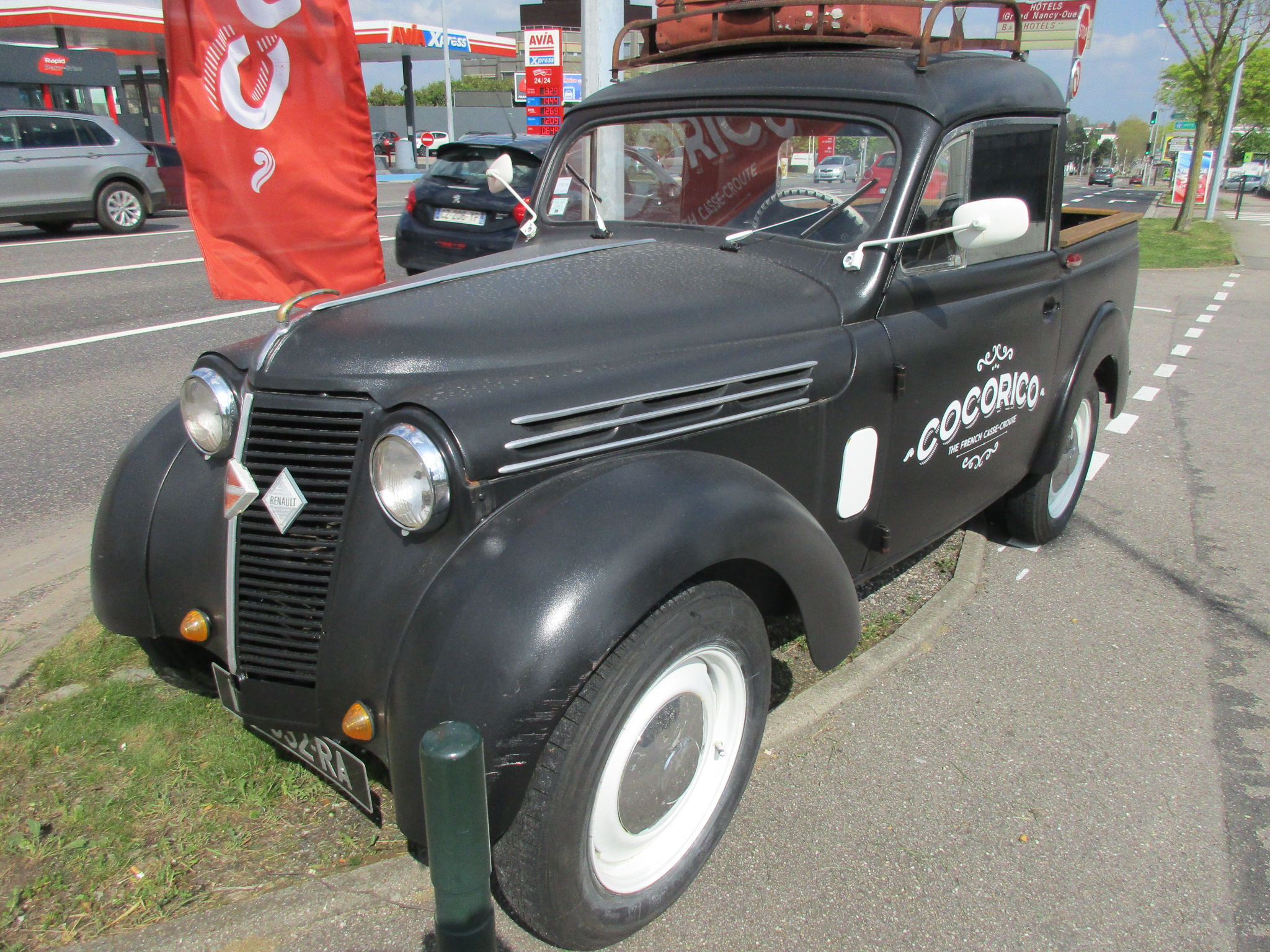
Pick-up.
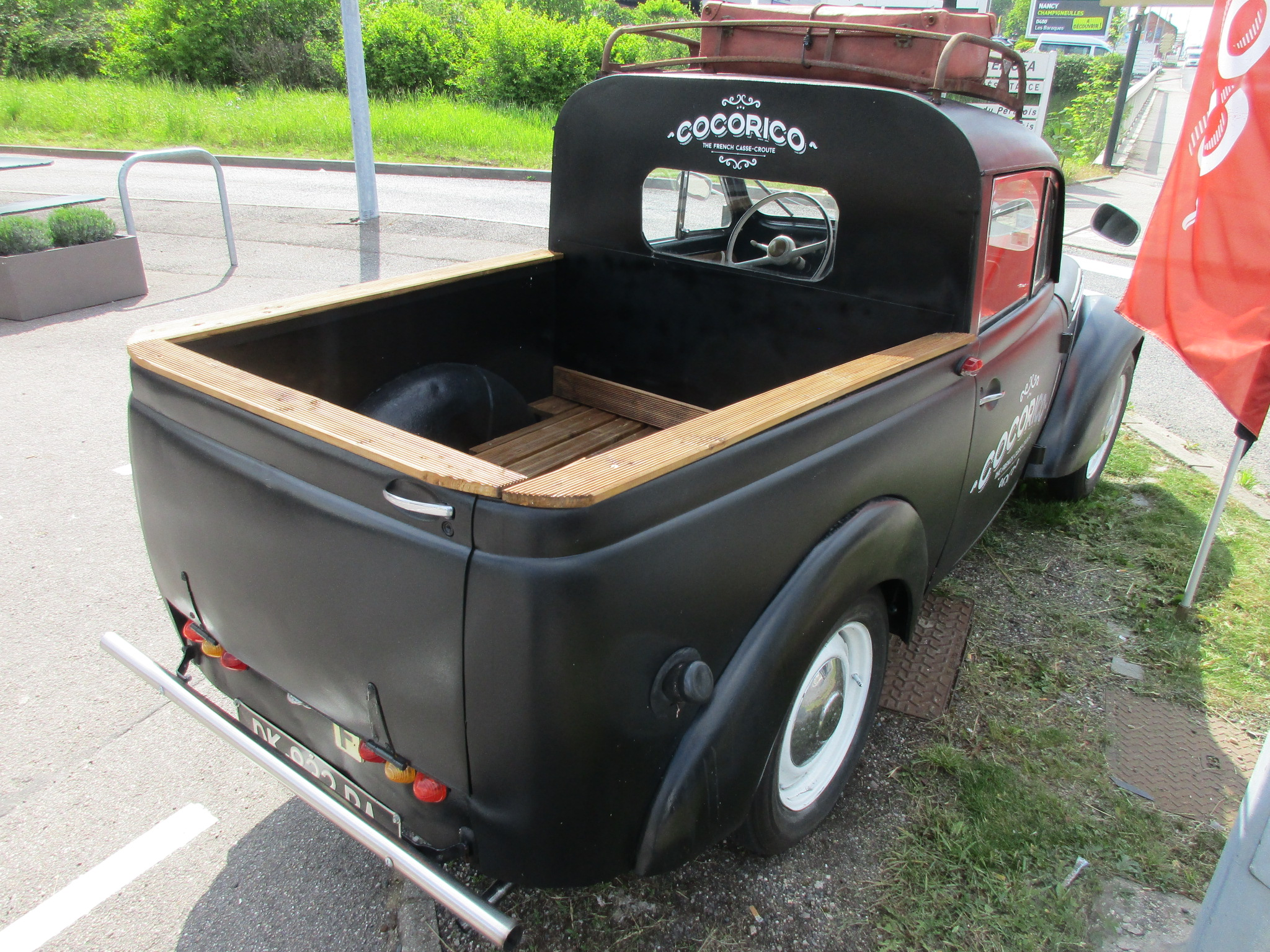
Pick-up.
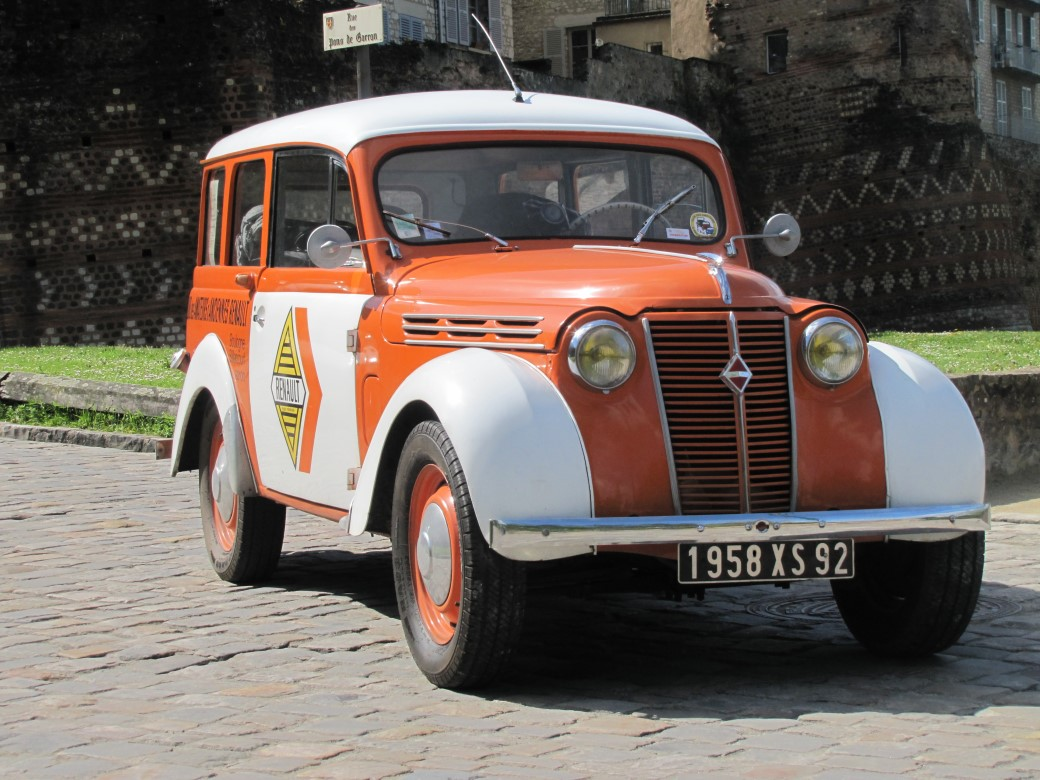
Break du Club des amateurs d'anciennes Renault.
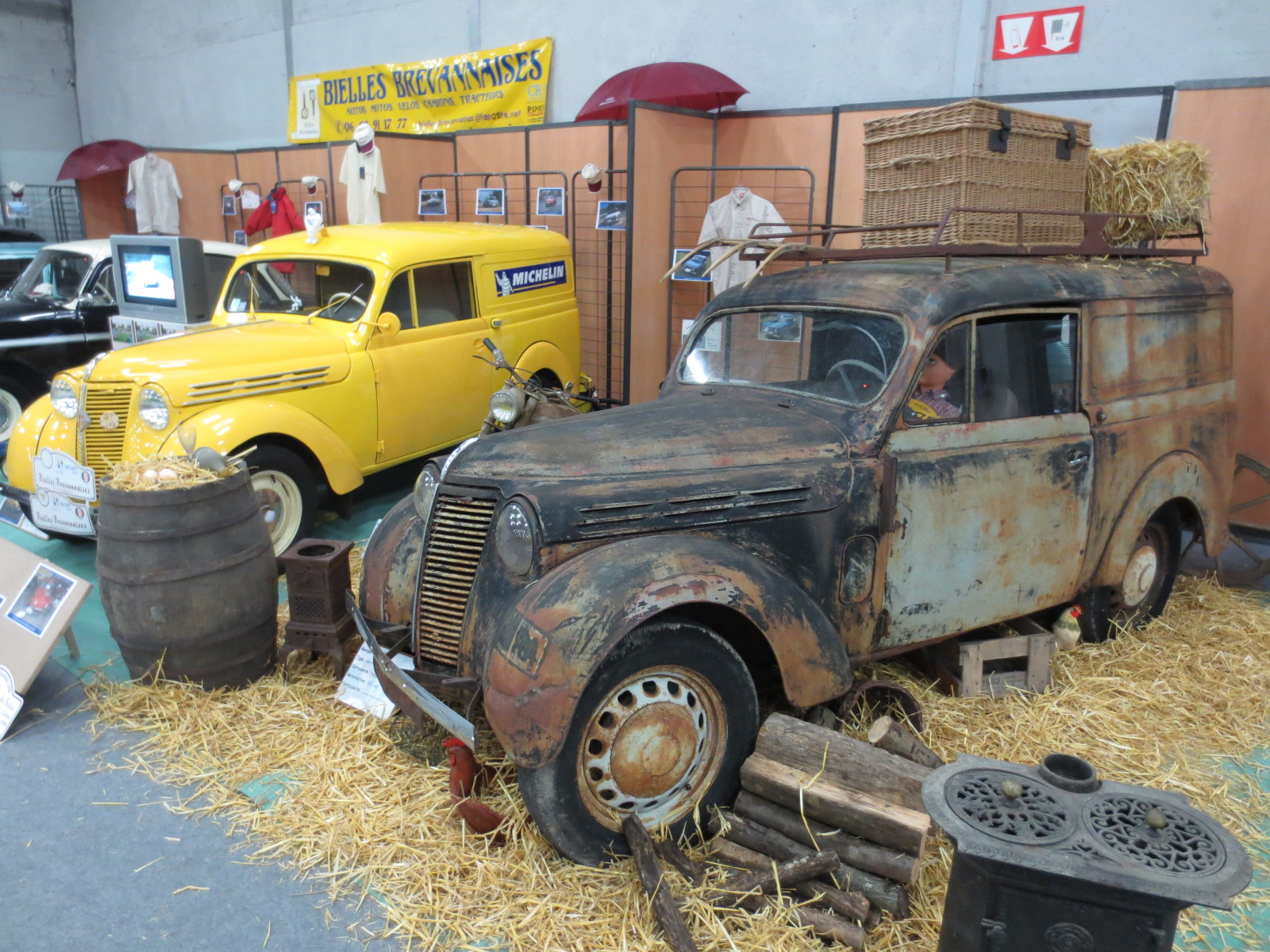
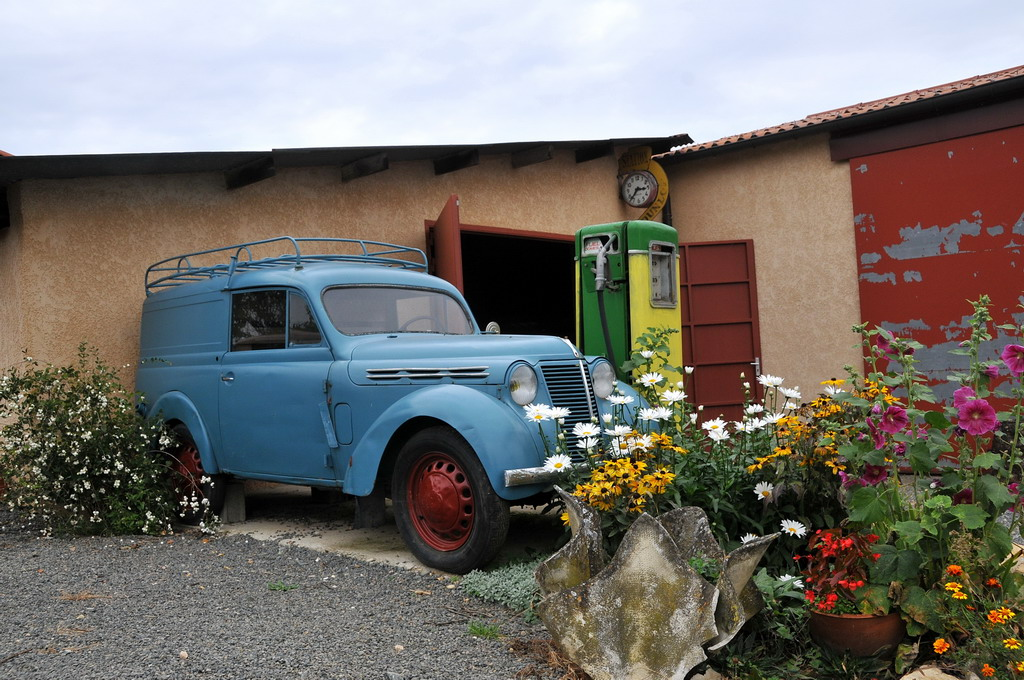
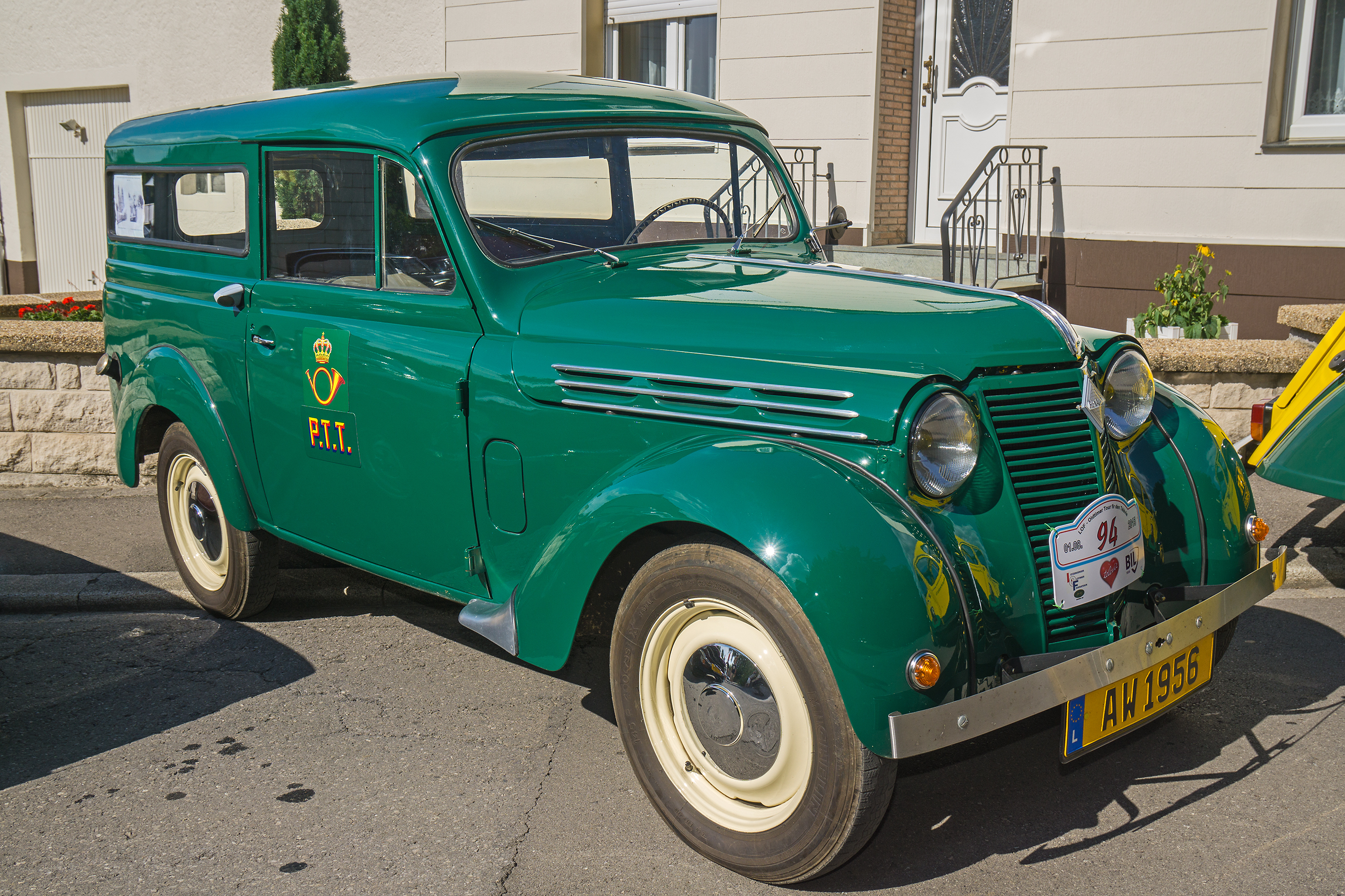

## Carrière sportive
Du 29 au 31 mars 1938, sur l’autodrome de Linas-Montlhéry, 4 pilotes - René Quatresous, Massot, Hamberger et Fromentin - se relaient pendant 50 heures au volant d’une Renault Juvaquatre strictement de série. Ils parcourent 5 380 km à 107,820 km/h de moyenne,.
Les 11 juin et 6 août 1939 sont organisées deux des épreuves attendues du championnat féminin U.S.A. de Union Sportive Automobile, la première sur le circuit de Péronne avec la victoire d'Yvonne Simon, la seconde au circuit du Comminges avec la gagnante Hellé Nice. Ces compétitions purement féminines se déroulent uniquement avec des Juvaquatre confiées à dix pilotes.

## La version utilitaire Dauphinoise
La Renault Dauphinoise est l'ultime évolution de la version utilitaire de la petite Juvaquatre, dont la carrière avait été écourtée par la Seconde Guerre mondiale. Cette version, lancée en 1956, presque 20 ans après la berline initiale, était équipée du moteur de la Dauphine (d'où son nom). Elle fut appréciée des artisans et commerçants.

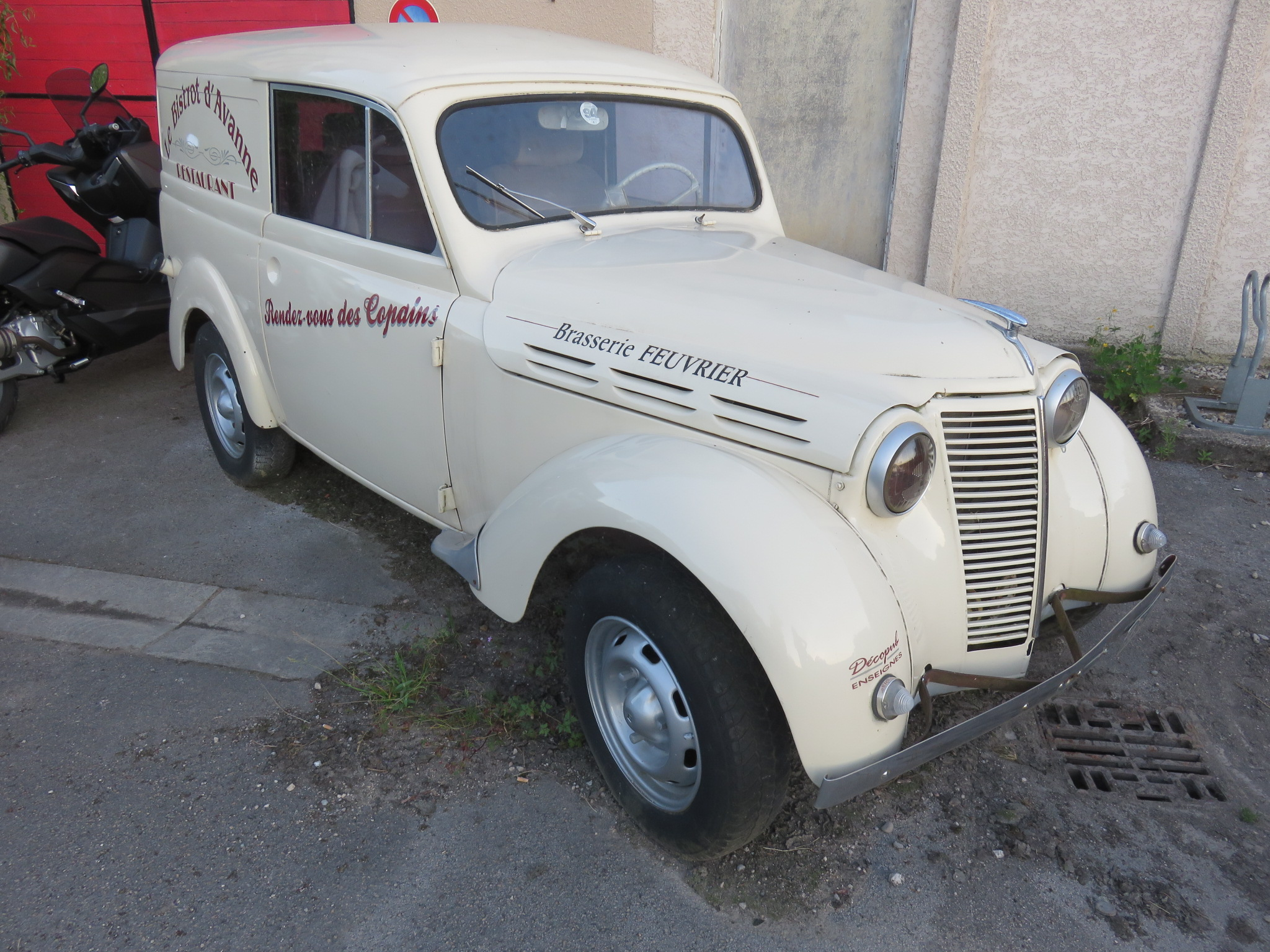
Dauphinoise utilitaire d'un brasseur.
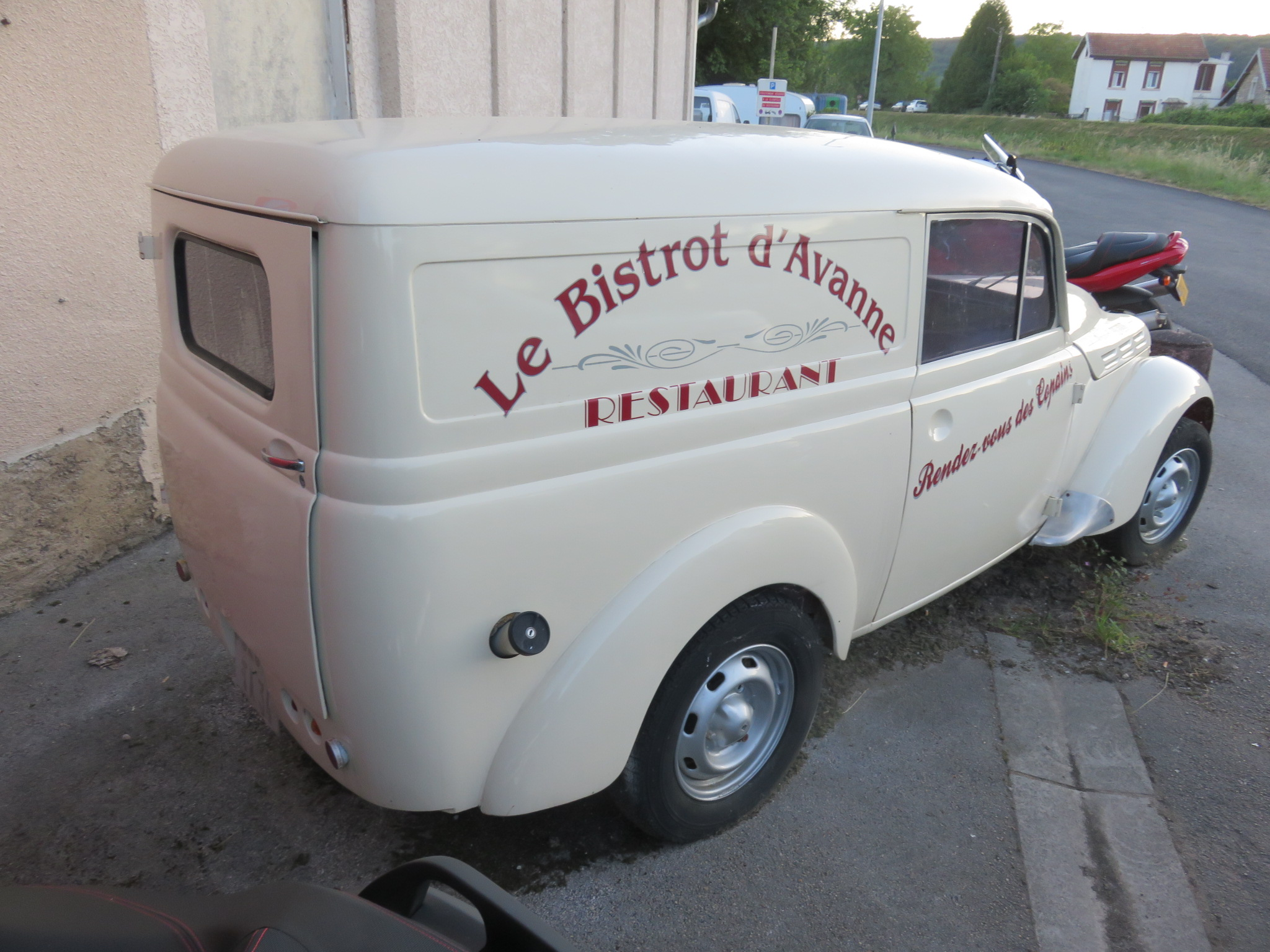
Dauphinoise utilitaire d'un restaurant.
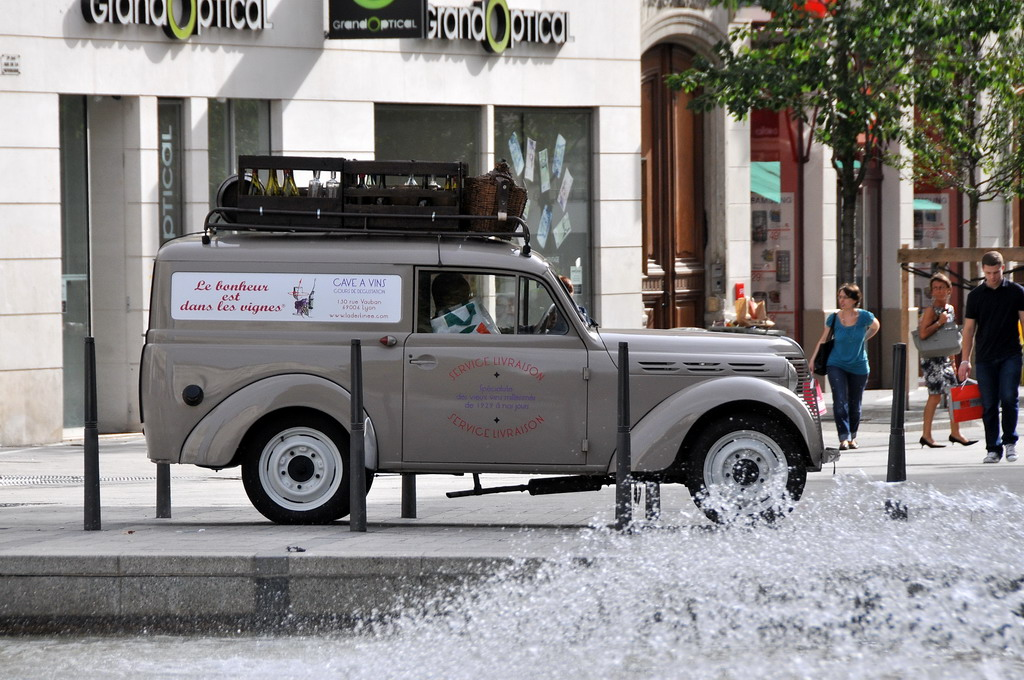
Dauphinoise fourgonnette d'un caviste.
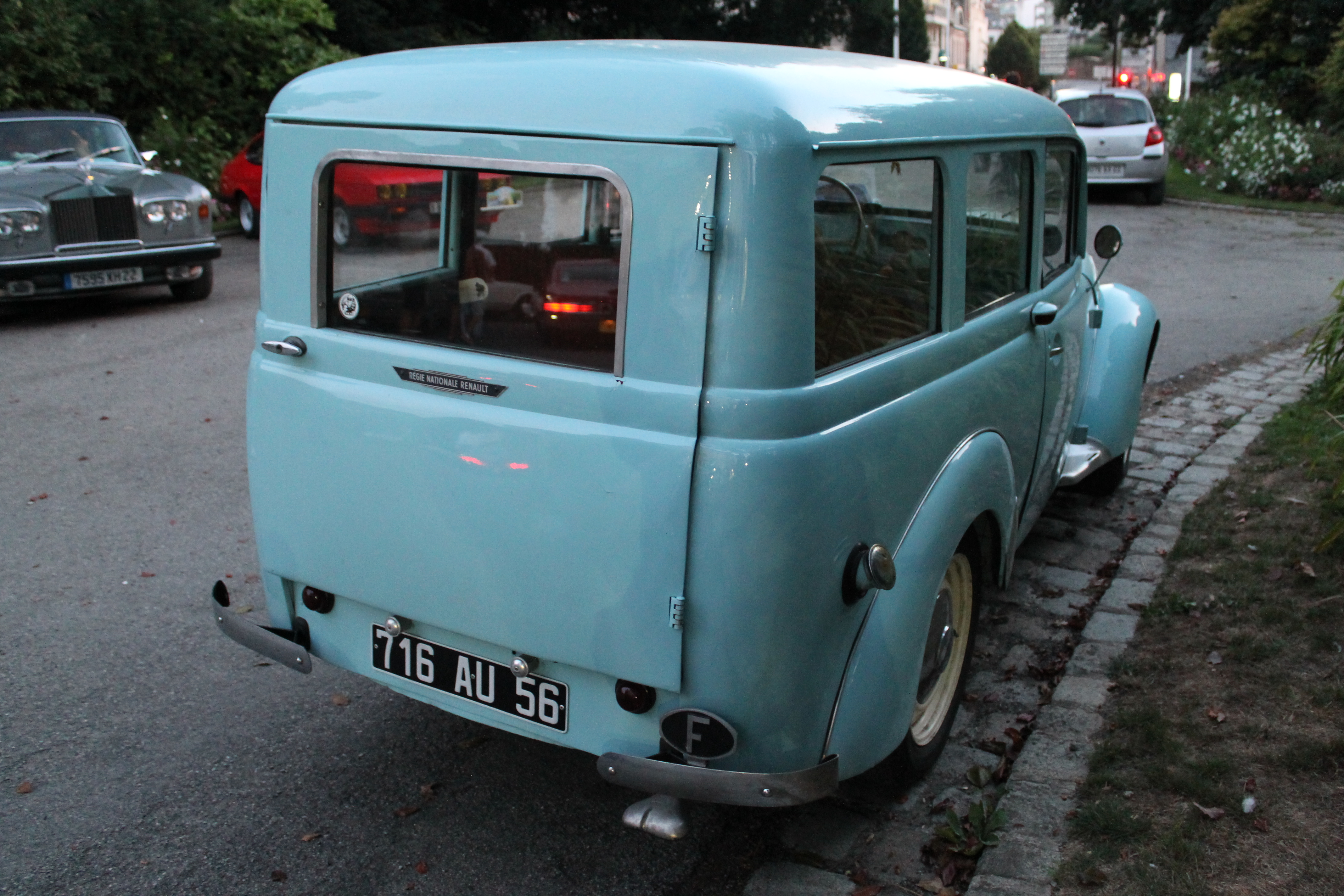
Dauphinoise familiale 5 places.

En 1945, lors du redémarrage des usines Renault, récemment nationalisées, la Juvaquatre est le seul modèle d'avant-guerre à être remis en production, en attendant qu'un nouveau modèle soit conçu. La production des Juvaquatre berlines cessera en 1948, mais celle des utilitaires, capables de transporter – péniblement – 300 kg de charge utile, se poursuivra, et se verra même augmentée d'un petit break vitré offrant 5 places, version sans concurrence sur le marché français. Durant les 10 ans qui suivront, sa production de 130 000 exemplaires fut trois fois supérieure à celle de la berline d'avant-guerre.
Le succès relatif de cette version incita Renault à rajeunir le modèle en 1956. En fait, aucun des autres modèles Renault ne pouvait être transformé en break ou en utilitaire à cause de leur moteur arrière. Renault ne disposait pas de la technologie de la Fiat 500 Giardiniera avec son moteur à plat et dut reprendre la plate-forme de la Juvaquatre en lui greffant le moteur de la Dauphine à l'avant, ce qui donna la « Dauphinoise ». Esthétiquement, elle opte pour des phares plus petits et des jantes à voile plein. La porte arrière est entièrement métallique et s'ouvre côté droit pour faciliter le déchargement des marchandises.
Avec ce rafraîchissement mécanique, le constructeur de Billancourt veut tenter de moderniser l'image de la voiture, à la silhouette vieillotte. Cependant, tous ses autres éléments structurels trahissent clairement son archaïsme : 
- une boîte à trois rapports, avec une première non synchronisée et les verrouillages des vitesses trop lents,
- quatre freins à tambours ne permettant que des ralentissements bien trop faibles à vide et totalement inefficaces en charge,
- une direction des plus floues, rendant la tenue de route plus qu'aléatoire,
- des vibrations très importantes de la caisse en roulant.

Même si le chauffage est désormais proposé, son efficacité est médiocre. À l'image de sa consœur la Citroën 2CV, il donne des signes de vie en côte, mais pas en descente. Il faut faire monter un appareil de chauffage supplémentaire pour avoir une température acceptable. 
Bientôt remplacée par la R4, la Dauphinoise, ex-Juvaquatre fourgonnette, n'est plus fabriquée à partir de 1960, 

## Curiosité
Contrairement à ce qu'on peut encore lire de nos jours sur certains sites ou publications, il n'y a jamais eu de procès ni d'« accord fantôme » avec la marque Opel pour la ressemblance réelle ou supposée de l'avant de la Juvaquatre avec l'Opel Olympia.
Les 46 coachs AEB2 de présérie furent confiés aux principaux concessionnaires de la marque pour effectuer des tests en condition réelles. Un des fameux carnets de "Jean Guittard" relève aux alentours de 40 défauts : pare-chocs trop petits, ronflement du pont sur l'essieu, pièces qui se touchent dans le compartiment moteur, freinage médiocre et insatisfaisant, confort perfectible, qui ont contraint Renault à apporter des modifications et lancer la version définitive ABE2, mise en production le 31 mars 1938 et commercialisée dès avril 1938.
La carrosserie tout acier de la Juvaquatre était soumise à un droit de licence que Louis Renault ne réussit pas à contourner : Renault fut contraint de verser une redevance de 2 dollars à Edward Gowan Budd pour chaque berline produite et d'un dollar pour chaque découvrable fabriquée par SAPRAR.
La Juvaquatre, voiture populaire spartiate équipée d'un moteur de trop faible puissance, est cependant pourvue de quelques menues coquetteries assez inattendues, comme deux trappes d'aération dans la carrosserie situées en bas devant les portes, permettant de ventiler les pieds du conducteur et du passager avant. De même, pour le roulage à froid en hiver, il est possible, en tirant un anneau sous le tableau de bord, de dérouler à distance un écran descendant devant le radiateur du moteur. Enfin, autre détail, sur l'ensemble de la production, il n'y a jamais eu de serrure à clé sur la porte conducteur.

## Puissance fiscale
Depuis le début jusqu'en 1953, la voiture était classée 6 CV en raison de sa cylindrée relativement importante de 1 003 cm3. À partir de 1953, la Juvaquatre passe avec l'adoption du petit moteur de 747 cm3 en 4 CV. Enfin, à partir de 1956, seul un break appelé « Dauphinoise » est proposé, mais sa cylindrée augmente à nouveau jusqu'à 845 cm3, ce qui fait que la voiture est désormais considérée comme une 5 CV.

## Récapitulatif
Ci-dessous un tableau récapitulatif des caractéristiques techniques du modèle.
| Modèle                                            | Code usine | Carrosserie                   | Moteur           | Cylindrée | Puissance            | Freins                        | Poids à vide | Vitesse maxi | Consommation | Dates de commercialisation                                  | Exemplaires produits |
| Présérie                                          | Présérie   | Présérie                      | Présérie         | Présérie  | Présérie             | Présérie                      | Présérie     | Présérie     | Présérie     | Présérie                                                    | Présérie             |
| ------------------------------------------------- | ---------- | ----------------------------- | ---------------- | --------- | -------------------- | ----------------------------- | ------------ | ------------ | ------------ | ----------------------------------------------------------- | -------------------- |
| Juvaquatre                                        | AEB1       | Coach (ou Berline à 2 portes) | Renault Type 488 | 1 003 cm3 | 23 ch à 3 500 tr/min | Mécanique commandé par câbles | 750 kg       | 100 km/h     | 7,0 L/100 km | 06/1937 – 07/1937                                           | 12                   |
| Versions pour le marché européen continental      |            |                               |                  |           |                      |                               |              |              |              |                                                             |                      |
| Juvaquatre (6CV)                                  | AEB2       | Coach                         | Type 488         | 1 003 cm3 | 23 ch à 3 500 tr/min | Mécanique commandé par câbles | 760 kg       | 100 km/h     | 7,0 L/100 km | 21/09/1937 –19/10/1937 (présérie) et 31/03/1938 –16/01/1940 | 22 098               |
| Juvaquatre (6CV)                                  | AEB2       | Coupé                         | Type 488         | 1 003 cm3 | 23 ch à 3 500 tr/min | Mécanique commandé par câbles | 750 kg       | 100 km/h     | 7,0 L/100 km | 03/1939 – 12/1939                                           | 30                   |
| Juvaquatre (6CV)                                  | AEB2       | Découvrable                   | Type 488         | 1 003 cm3 | 23 ch à 3 500 tr/min | Mécanique commandé par câbles | 760 kg       | 100 km/h     | 7,0 L/100 km | 1938 3 199                                                  | 500                  |
| Juvaquatre (6CV)                                  | AEB3       | Berline à 4 portes            | Type 488         | 1 003 cm3 | 23 ch à 3 500 tr/min | Mécanique commandé par câbles | 760 kg       | 100 km/h     | 7,0 L/100 km | 04/1939 – 12/1939                                           | 4 751                |
| Juvaquatre (6CV)                                  | AEB3       | Découvrable                   | Type 488         | 1 003 cm3 | 23 ch à 3 500 tr/min | Mécanique commandé par câbles | 760 kg       | 100 km/h     | 7,0 L/100 km | 1939                                                        | 4 751                |
| Juvaquatre (6CV)                                  | BFK1       | Coach & Coupé                 | Type 488         | 1 003 cm3 | 23 ch à 3 500 tr/min | Hydraulique                   | 750 kg       | 100 km/h     | 7,0 L/100 km | 1939 – 1944                                                 | 54                   |
| Juvaquatre (6CV)                                  | BFK2       | Berline 4 portes & Coupé      | Type 488         | 1 003 cm3 | 23 ch à 3 500 tr/min | Hydraulique                   | 760 kg       | 100 km/h     | 7,0 L/100 km | 1939 – 1943                                                 | 1 248                |
| Juvaquatre (6CV)                                  | BFK3       | Berline 4 portes & Coupé      | Type 488         | 1 003 cm3 | 23 ch à 3 500 tr/min | Hydraulique                   | 760 kg       | 100 km/h     | 7,0 L/100 km | 04/1940 – 05/1940                                           | 4                    |
| Juvaquatre (6CV)                                  | BFK4       | Berline 4 portes              | Type 488         | 1 003 cm3 | 23 ch à 3 500 tr/min | Hydraulique                   | 760 kg       | 100 km/h     | 7,0 L/100 km | 01/1946 1 1/1948                                            | 36 597               |
| Juvaquatre (6CV)                                  | BFK4       | Berline 4 portes              | Type 488         | 1 003 cm3 | 23 ch à 3 500 tr/min | Hydraulique                   | 760 kg       | 100 km/h     | 7,0 L/100 km | 07/1951 – 11/1951                                           | 60                   |
| Juvaquatre (6CV)                                  | BFK4       | Coupé                         | Type 488         | 1 003 cm3 | 23 ch à 3 500 tr/min | Hydraulique                   | 750 kg       | 100 km/h     | 7,0 L/100 km | 12/1945 – 01/1946                                           | 13                   |
| Juvaquatre Fourgonnette 250 kg                    | AGZ1       | Fourgonnette                  | Type 488         | 1 003 cm3 | 23 ch à 3 500 tr/min | Mécanique commandé par câbles | 895 kg       | 81 km/h      | 7,5 L/100 km | 09/1938 – 11/1939                                           | 2 035                |
| Juvaquatre Fourgonnette 300 kg                    | AHG1       | Fourgonnette                  | Type 488         | 1 003 cm3 | 23 ch à 3 500 tr/min | Hydraulique                   | 895 kg       | 81 km/h      | 7,5 L/100 km | 01/1940 – 06/1943                                           | 397                  |
| Juvaquatre Fourgonnette 300 kg                    | AHG2       | Fourgonnette                  | Type 488         | 1 003 cm3 | 23 ch à 3 500 tr/min | Hydraulique                   | 895 kg       | 81 km/h      | 7,5 L/100 km | 8/11/1945 – 07/1949                                         | 98 597               |
| Juvaquatre Break (6CV)                            | AHG2       | Familiale                     | Type 488         | 1 003 cm3 | 23 ch à 3 500 tr/min | Hydraulique                   | 945          | 81 km/h      | 7,5 L/100 km | 03/1949 – 07/1949                                           | 98 597               |
| Juvaquatre Break (6CV)                            | R1080      | Familiale                     | Type 488         | 1 003 cm3 | 23 ch à 3 500 tr/min | Hydraulique                   | 945          | 81 km/h      | 7,5 L/100 km | 08/1949 – 2/10/1953                                         | 98 597               |
| Juvaquatre (4CV)                                  | R2100      | Familiale                     | Type 662-3       | 747 cm3   | 21 ch à 4 100 tr/min | Hydraulique                   | 945 kg       | 81 km/h      | 7,5 L/100 km | 02/1953 – 02/1956                                           | 12 153               |
| Juvaquatre (4CV)                                  | R2100      | Fourgonnette                  | Type 662-3       | 747 cm3   | 21 ch à 4 100 tr/min | Hydraulique                   | 895 kg       | 81 km/h      | 7,5 L/100 km | 02/1953 – 02/1956                                           | 20 448               |
| Dauphinoise (5CV)                                 | R2101      | Familiale (5 places)          | Type 670-2       | 845 cm3   | 24 ch à 4 000 tr/min | Hydraulique                   | 945 kg       | 81 km/h      | 7,5 L/100 km | 02/1956 – 03/1960                                           | 21 045               |
| Dauphinoise (5CV)                                 | R2101      | Fourgonnette                  | Type 670-2       | 845 cm3   | 24 ch à 4 000 tr/min | Hydraulique                   | 895 kg       | 81 km/h      | 7,5 L/100 km | 02/1956 – 03/1960                                           | 30 959               |
| Versions spécifiques pour l'étranger (CKD ou non) |            |                               |                  |           |                      |                               |              |              |              |                                                             |                      |
| Eight                                             | BFD1       | Coach                         | Type 488         | 1 003 cm3 | 23 ch à 3 500 tr/min | Mécanique commandé par câbles | 750 kg       | 100 km/h     | 7,0 L/100 km | 09/1938 – 06/1939                                           | 1 237                |
| Eight                                             | BFD2       | Berline                       | Type 488         | 1 003 cm3 | 23 ch à 3 500 tr/min | Mécanique commandé par câbles | 760 kg       | 100 km/h     | 7,0 L/100 km | 1939                                                        | 3                    |
| Nine                                              | BFJ1       | Berline, Cabriolet et pick-up | Type 488         | 1 003 cm3 | 23 ch à 3 500 tr/min | Mécanique commandé par câbles | 760 kg       | 100 km/h     | 7,0 L/100 km | 1939 – 1941                                                 | 53                   |
| Versions spéciales dérivées                       |            |                               |                  |           |                      |                               |              |              |              |                                                             |                      |
| Taxi Escoffier                                    | AJD        | Monospace                     | Type 488         | 1 003 cm3 | 23 ch à 3 500 tr/min | Hydraulique                   | -            | -            | -            | 03/1947 – 02/1949                                           | 10                   |
| Tacot                                             | 212E1      | Camionnette                   | Type 488         | 1 003 cm3 | 23 ch à 3 500 tr/min | Hydraulique                   | 1 572 kg     | -            | -            | 12/1946 – 05/1948                                           | 300                  |
| Note : 1. 2. 3. 4. 5. 6. 7. 8.                    |            |                               |                  |           |                      |                               |              |              |              |                                                             |                      |